# Thamnaconus fajardoi
Thamnaconus fajardoi är en fiskart som beskrevs av Smith 1953. Thamnaconus fajardoi ingår i släktet Thamnaconus och familjen filfiskar. Inga underarter finns listade i Catalogue of Life.